# ブレアパッチ
株式会社ブレアパッチ（Briarpatch Co., Ltd.）は、大阪府大阪市に本社を置くWEBメディア運営を主とする企業。

## 沿革
- 2006年9月－株式会社ブレアパッチを設立[1]
- 2011年11月－本社を大阪市西区に移転
- 2011年11月－iOS用アプリ「ポケット瞬間英作文[2]」をリリース[3]
- 2014年4月－WEBサイト用検索システム「サプラス」を発売
- 2017年1月－本社を大阪市中央区に移転
- 2019年10月－WEBメディア「ぴかまろ」にてインターネット回線速度計測ツール[4]をリリース
- 2020年9月－WordPress保守・運用サービス「WPイージス」を開始
- 2020年12月－大阪の集客型ホームページ制作サービスを開始
- 2021年3月－本社を大阪市北区に移転
- 2021年6月－WEBシステム開発事業を開始

## 加盟団体
- 日本アフィリエイト協議会 正会員
- 大阪商工会議所

## 主要取引先
- 株式会社ファンコミュニケーションズ
- 株式会社フォーイット
- バリューコマース株式会社
- 株式会社インタースペース
- 株式会社レントラックス
- 株式会社ロンバード
- クロスフィニティ株式会社